# CARINO-zakaSTUDIO Saturday Smile Station
CARINO-zakaSTUDIO Saturday Smile Station（カリーノザカスタジオ サタデー・スマイル・ステイション）は、RKKラジオで、2010年4月10日から2012年9月29日までの毎週土曜日の21:05 - 22:00 (JST) に放送されていたラジオ番組。
この項では、2008年4月6日から2010年4月4日までの毎週日曜日午後に放送された「CARINO-zakaSTUDIO Sunday Smile Station」（カリーノザカスタジオ サンデー・スマイル・ステイション）についても記す。

## 概要
番組名にある「CARINO-zakaSTUDIO」とは、熊本市安政町にある専門店ビル「カリーノ下通」1階に設置されているスタジオのこと。2008年3月29日で終了した「CARINO-zakaSTUDIO サタデーpreciousマガジン」（2007年4月-9月は「CARINO-zakaSTUDIO マンデーpreciousマガジン」として、ナイター中継がない毎週月曜日に放送）の後継番組にあたる。

### 「Sunday-」時代
RKKラジオの2008年春改編により、同年4月6日から「CARINO-zakaSTUDIO Sunday Smile Station」のタイトルで放送開始。前述の2番組と同様、CARINO-zakaSTUDIOから生放送された。
2009年春改編により、同年4月5日から放送時間が1時間に短縮。リポーターの渡辺大輔は前週3月29日に卒業した。
番組開始からパーソナリティを務めてきた高森てつが2009年9月27日の放送をもって番組を卒業したため、翌週10月4日以降、番組パーソナリティは高橋よしえの単独となった。

### 「Saturday-」時代
2010年春改編により、同年4月10日から放送枠が移動し、毎週土曜日21:05 - 22:00となり、番組名も「CARINO-zakaSTUDIO Saturday Smile Station」に変更。放送枠の移動と同時に、放送方式が生放送から事前録音へ変更。リポーターが週替わりで登場し、カリーノ下通のお客さんに話を聞く「スマイルリポート」が始まった。
2010年12月4日には、カリーノ下通のリニューアルオープン6周年を記念して「今日はまるまるカリーノ坂スペシャル」と題し、RKKラジオで土曜日に放送の自社制作4番組をカリーノ坂スタジオから生放送。当番組もタイトル変更後初の生放送を実施。リポーター4人が勢揃いし、生リポートした。
2010年12月25日には、「クリスマスライトダウンスペシャル」と題し、放送時間を20:30 - 22:00に拡大し、生放送した。
しかしながら、2012年9月29日をもって、日曜昼時代から含めた約4年半の番組に終止符を打った。

## 出演者
メインMC
- 高橋よしえ（2008.4 - 2012.9）

リポーター
- 渡辺大輔（2008.4 - 2009.3 , 2010.5 - 2012.9）
- noa[1]（2010.4 - 2012.9）
- 松本知巳（2011.10 - 2012.9）
- 松田恵里（2011.10 - 2012.9）

### 過去の出演者
メインMC
- 高森てつ（2008.4 - 2009.9）

リポーター
- 星子ちなつ（2010.4 - 2010.9）
- 安武裕美（2010.5 - 2010.12）
- 田中健一（2010.4 - 2011.9）

## 放送時間
（以下、JST表記）
- 2008年4月6日 - 2009年3月29日 毎週日曜日 12:10 - 14:00
- 2009年4月5日 - 2010年4月4日 毎週日曜日 13:00 - 14:00
- 2010年4月10日 - 2012年9月29日 毎週土曜日 21:05 - 22:00
  - 2008年4月20日・10月5日・10月12日・2009年3月29日は、特別番組編成のため、放送時間を短縮し13:00 - 14:00までの放送。
  - 2008年12月7日・2009年1月18日は、特別番組編成のため、放送時間を移動・短縮し11:00 - 12:00までの放送。
  - 2008年8月3日は、特別番組編成のため、放送時間を移動・短縮し14:45 - 16:00までの放送。
  - 2009年2月22日は、特別番組編成のため、放送時間を拡大し11:45 - 14:00までの放送。
  - 2009年7月19日は、特別番組編成のため、放送時間を移動・拡大し10:30 - 11:50までの放送。
  - 2010年1月3日は、特別番組編成のため、放送時間を移動・拡大し14:50 - 16:00までの放送。
  - 2010年6月19日は、特別番組編成のため、放送時間を移動・拡大し19:00 - 20:10までの放送。
  - 2010年12月25日は、特別番組編成のため、放送時間を移動・拡大し20:30 - 22:00までの放送。